# Nyanza (Ruanda)
Nyanza ist eine Stadt im Süden von Ruanda. Die Stadt liegt etwa 100 Kilometer südlich der Hauptstadt Kigali und etwa 30 Kilometer nördlich von Butare und hat etwa 56.000 Einwohner. Sie ist zudem seit der Verwaltungsreform von 2006 Hauptort des gleichnamigen Distrikts. Im Rahmen dieser Reform wurde offiziell erlaubt, den Namen der Stadt aus der vorrepublikanischen Zeit wieder zu benutzen. 
Davor hieß die Stadt Nyabisindu.
Von 1958 bis 1962 war es die Hauptstadt des 500 Jahre zurückdatierbaren Königreichs Ruanda.
Die in Deutschland lebende ruandische Menschenrechtlerin Eugénie Musayidire errichtete im Jahr 2003 mit Unterstützung des Evangelischen Entwicklungsdienstes in Nyanza das Jugendbegegnungs- und Therapiezentrum IZERE, wo Kinder und Jugendliche, die unter den Folgen des Völkermordes in Ruanda 1994 litten, betreut wurden und gezielte Hilfestellung und therapeutische Angebote erhielten.

## Sehenswertes
In der Stadt befindet sich der frühere Königspalast von König Mutara III. Rudahigwa, der von 1931 bis 1959 regierte. Sein Grabmal liegt neben dem Palast.
Für Besucher ist im Rwesero Art Museum eine Nachbildung der traditionellen Hütte des Königs errichtet worden.